# 3DLabs P9
Die 3DLabs P9 VPU (Visual Processing Unit) ist ein voll programmierbarer Grafikprozessor von 3DLabs. Dieser Grafikchip kam Mitte 2002 als VP500 auf der Wildcat VP 560 sowie etwa ein halbes Jahr später als VP500SE auf der Creative Labs Graphics Blaster Picture Perfect zum Einsatz. 

## Aufbau
Der P9 stellt im Prinzip einen halbierten P10 dar und besteht deswegen aus 100 einzelnen 32-Bit Vektorprozessoren, die zusammen eine Rechenleistung von 100 GFLOPS bzw. 0,6 TeraOPs erreichen. Durch die hohe Flexibilität kann die Rechenleistung dieser Vektorprozessoren nach Bedarf aufgeteilt werden.

## Features
Der P9 verfügt wie der der P10 über Virtual Texturing und kann somit ebenfalls 16 GB virtuellen Speicher adressieren. Im Gegensatz zum P10 verfügt der P9 lediglich über ein 128 Bit Speicherinterface. 
Der Chip unterstützt DirectX 8.1 mit Vertex-Shader 1.1 und Pixel-Shader 1.2 sowie OpenGL 2.0.

## Slipstream
Zusätzlich besitzt der P9 ein SlipStream genanntes Verfahren, das Overdraw wirkungsvoll reduziert. Unter bestimmten Voraussetzung ist der P9 deswegen schneller als der von der Rohdaten her deutlich leistungsfähigere P10. Allerdings funktioniert Slipstream nur unter Direct3D.